# Animália (rajzfilmsorozat)
Az Animália magyar televíziós rajzfilmsorozat, amely az Állatságok című rövidfilm alapján készült.

## Alkotók
- Rendező, háttértervező és animátor: Hernádi Tibor
- Írta: Dániel Ferenc, Hernádi Tibor, Párkányi László
- Dramaturg: Kovács István (1-3), Szilágyi András (4-6)
- Zenéjét szerezte: Deák Tamás
- Operatőr: Bacsó Zoltán, Csepela Attila, Klausz Alfréd
- Hangmérnök: Bársony Péter (3-6), Nyerges András Imre (1-2)
- Vágó: Czipauer János (1-3), Hap Magda (4-6)
- Rajzolta: Tajcs Éva
- Gyártásvezető: Auguszt Olga (1-3), Mezei Borbála (4-6)
- Műteremvezető: Salusinszky Miklós

Készítette a Pannónia Filmstúdióban

## Epizódlista
| 1. évad (1978-79)             | 2. évad (1985-86)      |
| ----------------------------- | ---------------------- |
| 1. Teve 2. Százlábú 3. Macska | 1. Kígyó 2. Béka 3. Ló |